# Markus Wasmeier

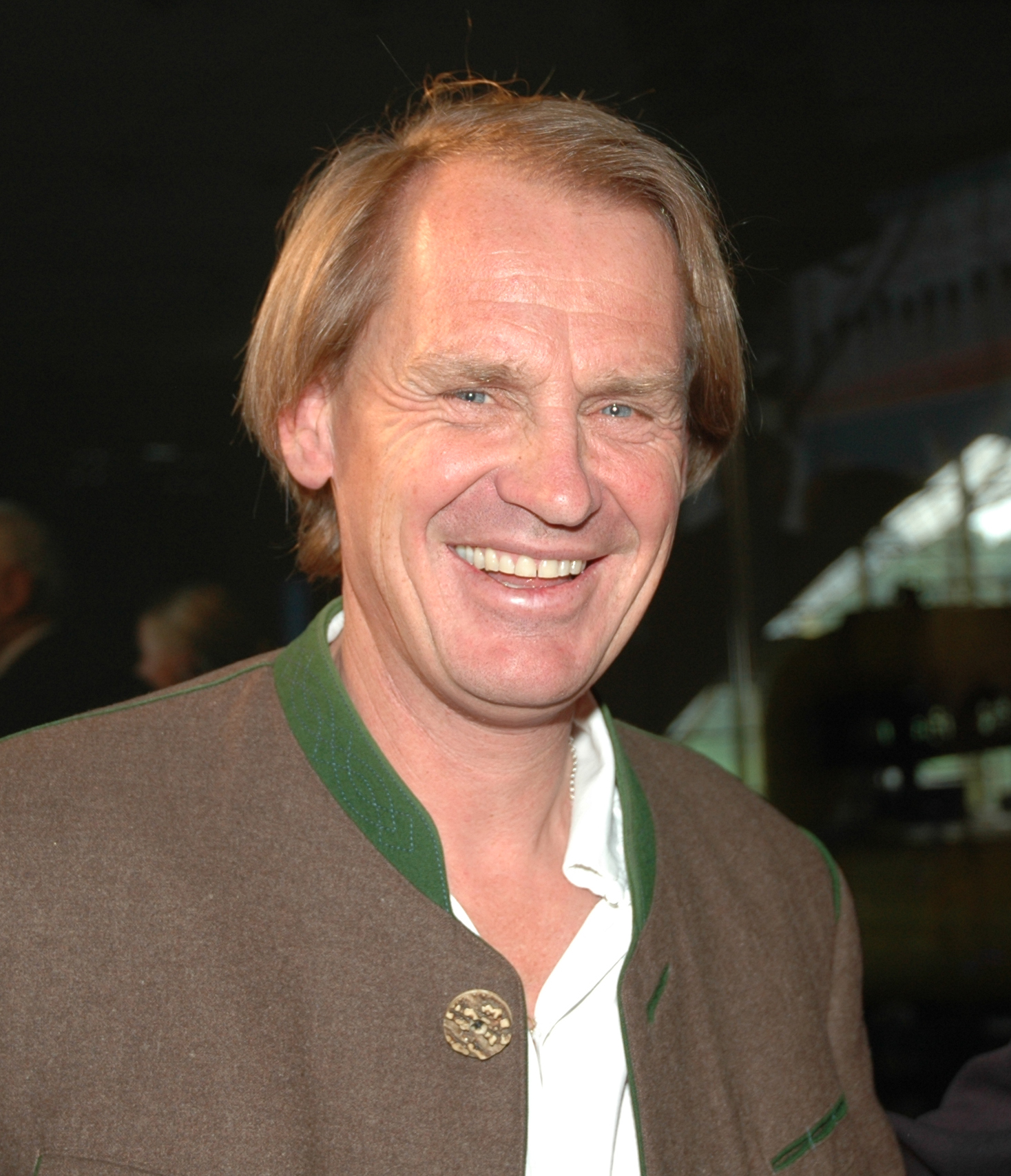
Markus Wasmeier in 2013

Markus Wasmeier (Schliersee, 9 september 1963) is een voormalig (West-)Duitse alpineskiër. Hij blonk vooral uit in de reuzenslalom en super-G. In 1985 werd hij wereldkampioen op de reuzenslalom in Bormio, en bij de Olympische Winterspelen 1994 in Lillehammer won hij goud in de beide disciplines. Voor deze prestatie werd hij in Duitsland verkozen tot sportman van het jaar. Na deze Spelen beëindigde hij zijn sportcarrière.
Bij de wereldkampioenschappen van 1987 in Crans-Montana werd hij derde op de super-G. Hij won 9 wedstrijden voor de wereldbeker alpineskiën (2 afdalingen, 6 super-G's en 1 combinatie). In 1985/1986 werd hij eindwinnaar van de wereldbeker super-G.
| Logo van de Olympische Spelen | Goud | Zilver | Brons | Logo van de Olympische Spelen |
|                               | 2    | 0      | 0     |                               |